# Milosrdné sestry služebnice
Kongregace milosrdných sester služebnic, či jen Milosrdné sestry služebnice (latinsky Congregatio Ancillarum a Charitate a italsky Congregazione delle Ancelle della Carità, zkr. ADC) je ženská katolická náboženská kongregace papežského práva. Účelem společenství je poskytování zdravotní a vzdělávací pomoci. 

## Historie
Sdružení založila 18. května 1840 na základě řehole svatého Augustina italská jeptiška Maria Crocifissa (rozená jako Paola Francesca Di Rosa) v Brescii, kde se také nachází ústředí společenství, a to ve Via Moretto 33.
Paola Di Rosa s pomocí biskupa Faustina Pinzoniho a Gabrielly Echenos Bornatiové dne 18. května 1840 v Brescii založila novou řeholní kongregaci pro péči o nemocné a výchovu mládeže. Císař Ferdinand schválil institut jako náboženské sdružení dne 7. května 1844 a dne 8. dubna 1851 ji papež Pius IX. uznal jako kongregaci papežského práva. 
První jeptišky byly přijaty po definitivním císařském schválení v roce 1852, mezi nimi i zakladatelka, která si změnila jméno na Maria Crocifissa Di Rosa. Institut se rychle rozšířil do různých měst na území Brescie a dále do Itálie, kde vznikaly další fundace v Udine, Raguse a Terstu. Nástupkyně po Marii Crocifisse, Luigia Tedeschiová založila 66 nových domů a druhé generaci jeptišek se podařilo založit dokonce více než 300 fundací. První z nich mimo Itálii byly založeny v roce 1940 v tehdejší Jugoslávii. 

## Organizace
Kongregace milosrdných sester služebnic je centralizovaný náboženský institut, v jehož čele stojí generální představená. Kongregace je rozdělena na dvě provincie a dvě delegace, z nichž každou řídí její provinční představená nebo delegátka. Ústředí institutu je v Brescii. 
Milosrdné služebnice se věnují nemocniční péči, a to i v civilních nemocnicích. Pečují zejména o seniory, ale také o děti v sirotčincích a domovech. Některé komunity mají vlastní vzdělávací instituce.
V roce 2015 měla kongregace přibližně 808 sester v 86 komunitách. 
Mimo domovskou Itálii působí také v Bosně a Hercegovině, Brazílii, Burundi, Chorvatsku, Ekvádoru a Rwandě.